# La Serra (Alguaire)
La Serra és una serra situada al municipi d'Alguaire a la comarca del Segrià, amb una elevació màxima de 378,9 metres.